# Santiago Gentiletti
Santiago Juan Gentiletti  (Gödeken, Santa Fe, Argentina, 9 de enero de 1985) es un exfutbolista argentino. Jugó como defensa central y lateral izquierdo, aunque también llegó a desempeñarse como mediocampista. Su último club fue Newell's Old Boys de la Primera División de Argentina. En la actualidad, participa de emprendimientos como Player X, Libro de Pases, e Ivolution. En 2024 anunció que lanzará un libro llamado Próxima Jugada. 

## Trayectoria

### Gimnasia La Plata
Gentiletti, de inferiores en Gimnasia y Esgrima La Plata, debutó con el club de La Plata el 9 de abril de 2005 enfrentando a Vélez Sarsfield, encuentro que terminaría a favor de los de Liniers 2-4. En esa segunda parte de la temporada con el "Lobo" jugaría un total de 5 partidos. 
Su primer gol oficial con la camiseta de Gimnasia lo consiguió el 15 de octubre de 2005 frente a San Lorenzo, partido que se llevaría Gimnasia por 3-2, Gentiletti haría el segundo de esos tres goles a los 34 del primer tiempo. En sus cinco años en el club, llegó a disputar un total de 68  partidos y marcó un gol. Recibió dos expulsiones.

### Paso por Chile
En 2008 es prestado al Provincial Osorno, en el equipo chileno jugaría solo 8 partidos. En 2009 es nuevamente prestado pero esta vez al O'Higgins, en este club jugaría durante la temporada 2009/2010 y disputaría un total de 30 encuentros convirtiendo un gol por la copa chile.

### Argentinos Juniors
Llegó a Argentinos en enero del 2010, donde en su primer campeonato disputó 16 partidos de los 19 y marcó un gol, además de haber logrado el Torneo Clausura 2010. En Argentinos estuvo la temporada 2010/11 en donde llegó a disputar 42 partidos, marcó un gol y lo expulsaron tres veces.

### Stade Brestois
El 8 de agosto de 2011, después de un gran paso por Argentinos le tocó emigrar a Europa, más precisamente al Stade Brestois en donde solo jugaría la temporada 2011/2012 de la Ligue 1, con 17 partidos y tres goles.

### San Lorenzo de Almagro
El 27 de julio de 2012, llega al club de Boedo después de tener un corto paso por el fútbol francés. Llegaba a un equipo que acababa de salvarse del descenso pero que aún seguía con riesgo de perder la categoría, por lo que Gentiletti fue uno de los 16 refuerzos que trajo el club por ese entonces para cambiar drásticamente la cara del equipo. En un principio no tuvo grandes actuaciones por lo que fue perdiendo la titularidad, jugando como lateral izquierdo. Con la llegada de Emanuel Mas en el 2013 para cubrir esa posición, Gentiletti pudo volver a su posición natural como central en donde tendría destacadas actuaciones que lo harían titular indiscutible en el Torneo Inicial 2013, torneo que llevaría a San Lorenzo de Almagro a campeonar el 15 de diciembre de 2013 y con una fuerte zaga central en donde uno de los pilares del equipo era Santiago Gentiletti.
El 7 de mayo de 2014, Gentiletti fue clave en el pase de San Lorenzo a las semifinales de la Copa Libertadores 2014 frente a Cruzeiro,  marcando por el partido de ida un cabezazo después de un gran centro enviado por Néstor Ortigoza y marcar el 1-0 final de partido. La llave acabaría 2-1 para San Lorenzo.

### S. S. Lazio
Tras un excelente desempeño en la Copa Libertadores de 2014, siendo campeón y formando parte del 11 ideal elegido por la Conmebol, Gentiletti sería comprado por la Lazio, que decidió desembolsar 2,5 millones de dólares para pagar la cláusula de rescisión existente en el contrato del jugador (que vencía en junio de 2015) e incorporarlo inmediatamente tras la final de la Copa Libertadores.
Su debut en el equipo de Roma se produjo el 14 de septiembre de 2014, por la fecha 2 del campeonato, en el triunfo frente a Cesena por 3-0.
El 21 de septiembre, en la 3 fecha de la liga, Gentiletti se rompería los ligamentos cruzados a los 68 minutos. Esto le costaría una inactividad de 6 meses y la suspensión de la citación que Gerardo Martino, técnico del seleccionado argentino, tenía planeada para con él.
Su retorno al fútbol en partido oficial se produjo el 3 de mayo cuando formaría parte del banco de suplentes del equipo capitaliano.
Finalmente, el 16 de mayo, por la fecha 36 de la Serie A, haría su retorno como titular, teniendo una actuación destacada y convirtiendo el único gol del triunfo frente a la Sampdoria.
Permanecería en el equipo romano dos temporadas, en las que sería pieza importante del club capitalino e incluso llegaría a lucir en varias ocasiones el brazalete de la escuadra romana.

### Genoa CFC
En julio de 2016, el Genoa alcanzaba un acuerdo con la Lazio para el fichaje del defensor argentino. El jugador se haría pronto con la titularidad en el eje de la defensa y permanecería otras dos campañas, siendo también uno de los capitanes de la primera plantilla. 

### Albacete Balompié
El 28 de agosto de 2018, el Albacete Balompié informaba de la incorporación del jugador italo-argentino, quien se incorporaba libre tras finalizar su contrato con el Genoa.
Su debut con el club español no se produciría hasta la jornada 11 del campeonato, si bien desde ese momento se asentó como titular indiscutible y pieza clave para el entrenador del 'Alba', Luis Miguel Ramis.

### Newells Old Boys
El 27 de junio de 2019, se convirtió oficialmente en el primer refuerzo de Newell’s para afrontar la Superliga 2019/20 como jugador titular. Tras superar la revisación médica de rigor con éxito, el jugador firma su vínculo contractual con la institución rojinegra y se pone a las órdenes del entrenador Frank Darío Kudelka. El 12 de julio de 2021, sabiendo escuchar a su cuerpo y atendiendo a una lesión en la rodilla, tomó la decisión responsable para su equipo y su futuro y se retira del fútbol.

## Clubes
| Club                        | País                | Año                 | Partidos | Goles |
| --------------------------- | ------------------- | ------------------- | -------- | ----- |
| Gimnasia y Esgrima La Plata | Argentina           | 2003-2008           | 68       | 1     |
| Provincial Osorno           | Chile               | 2008                | 8        | 1     |
| O'Higgins                   | Chile               | 2009                | 30       | 1     |
| Argentinos Juniors          | Argentina           | 2010-2011           | 58       | 2     |
| Stade Brestois              | Francia             | 2011-2012           | 17       | 3     |
| San Lorenzo de Almagro      | Argentina           | 2012-2014           | 73       | 3     |
| S.S. Lazio                  | Italia              | 2014-2016           | 33       | 1     |
| Genoa CFC                   | Italia              | 2016-2018           | 24       | 0     |
| Albacete Balompié           | España              | 2018-2019           | 31       | 0     |
| Newell's Old Boys           | Argentina           | 2019-2021           | 7        | 0     |
| Total en su carrera         | Total en su carrera | Total en su carrera | 338      | 12    |

## Palmarés

### Campeonatos nacionales
| Título           | Club                   | País      | Año    |
| ---------------- | ---------------------- | --------- | ------ |
| Primera División | Argentinos Juniors     | Argentina | C-2010 |
| Primera División | San Lorenzo de Almagro | Argentina | I-2013 |

### Campeonatos internacionales
| Título            | Club                   | Sede         | Año  |
| ----------------- | ---------------------- | ------------ | ---- |
| Copa Libertadores | San Lorenzo de Almagro | Buenos Aires | 2014 |

### Distinciones individuales
| Distinción                          | Año  |
| ----------------------------------- | ---- |
| Miembro del Equipo Ideal de América | 2014 |